# Шевченко Олег Олегович
Олег Олегович Шевченко (нар. 8 січня 1993, Харків) — український волейболіст, догравальник збірної України та ВК «Барком-Кажани» зі Львова.

## Життєпис
Народжений 8 січня 1993 року в м. Харкові.
Закінчив Харківський університет фізкультури.
Виступав за харківський клуб «Юридична академія», після чого у 2016 році уклав угоду з головним клубом міста — «Локомотивом». Однак оскільки клуб опинився на грані зникнення, усі його гравці отримали статус вільних агентів. Олег перейшов до «Атирау» (Казахстан, 2016—2017), потім знову підписав угоду з харківським «Локомотивом», де провів сезон2017—2018). Улітку 2018 року повідомили, що Олег сезон 2018—2019 знову проведе в «Атирау», у складі якого гравець брав участь у клубній першості Азії 2018. Однак казахський клуб некрасиво розстався з Олегом, а 7 вересня сайт львівського ВК «Барком-Кажани» повідомив, що гравець поповнив лави галицького клубу, в якому виступатиме під номером 2.
У складі студентської збірної України (головний тренер — Уґіс Крастіньш) — півфіналіст Універсіади 2017.

## Досягнення

### Клубні
Україна 
- Чемпіон України: 2020–2021.
- Срібний призер України (2): 2017–2018, 2021–2022.
- Переможець Кубка України: 2020-2021.
- Фіналіст Кубка України: 2017-2018.
- Переможець Суперкубка України (3): 2017, 2019, 2020.
- Фіналіст Суперкубка України: 2021.

 Казахстан 
- Срібний призер Казахстану: 2018-2019.

### У збірній
- Чемпіон Євроліги: 2017.
- Срібний призер Євроліги: 2021.

### Індивідуальні
- Найкращий діагональний Чемпіонат України 2015–2016.
- Найкращий догравальник Чемпіонат України 2017–2018.
- Найкращий догравальник Чемпіонат України 2018–2019.
- MVP Кубка України 2017-2018.